# Сала, Андреу
Андреу Сала (исп. Andreu Sala; предп. 1627 или не ранее 1640 и не позднее 1655, Ла-Сала-де-Линиа, Навес — предп. 1700, предп. Кардона, Каталония) — испанский скульптор эпохи барокко.

## Биография
Точная дата его рождения неизвестна, согласно «Испанскому биографическому словарю» он родился в 1627 году.
Был учеником известного скульптора Франсеска Сантакрус-и-Артигаса.
Основные работы Сала — статуя Святого Франциска Ксаверия в Барселонском кафедральном соборе, статуи Святого Игнатия Лойолы и Святого Франсиско де Борха на фасаде церкви Богоматери Вифлеемской в Барселоне, статуя Святого Каэтана (в настоящее время в Национальном музее искусства Каталонии), главный алтарь приходской церкви (Кардона).
В 1693 году был включён в Совет братства скульпторов Барселоны.

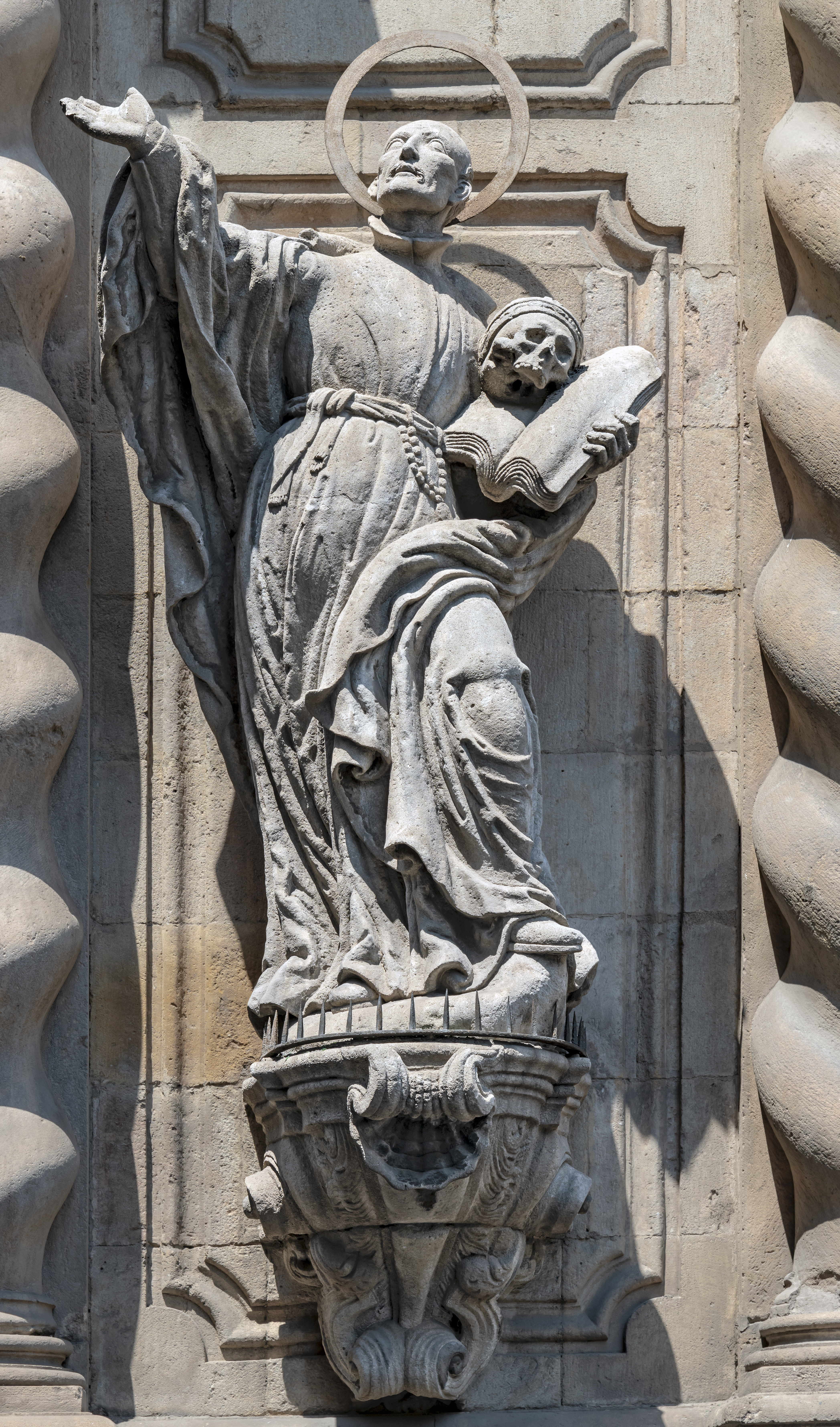
Святой Франсиско де Борха, церковь Богоматери Вифлеемской в Барселоне